# Mellicta marussia
Mellicta marussia är en fjärilsart som beskrevs av Hans Fruhstorfer 1923. Mellicta marussia ingår i släktet Mellicta och familjen praktfjärilar. Inga underarter finns listade i Catalogue of Life.